# Alte Gerberei (Hellenthal)

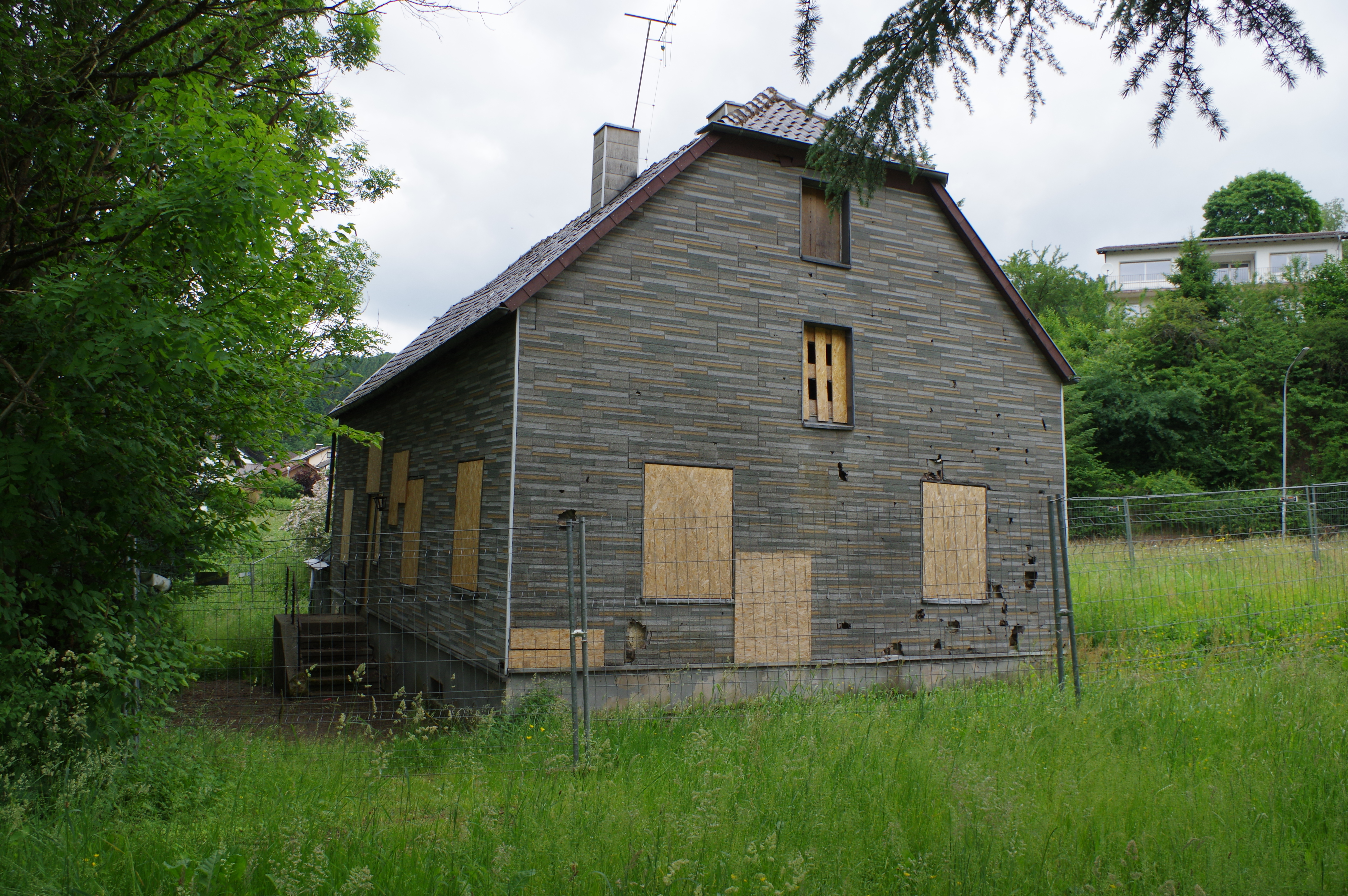
Südostseite (Juni 2017)

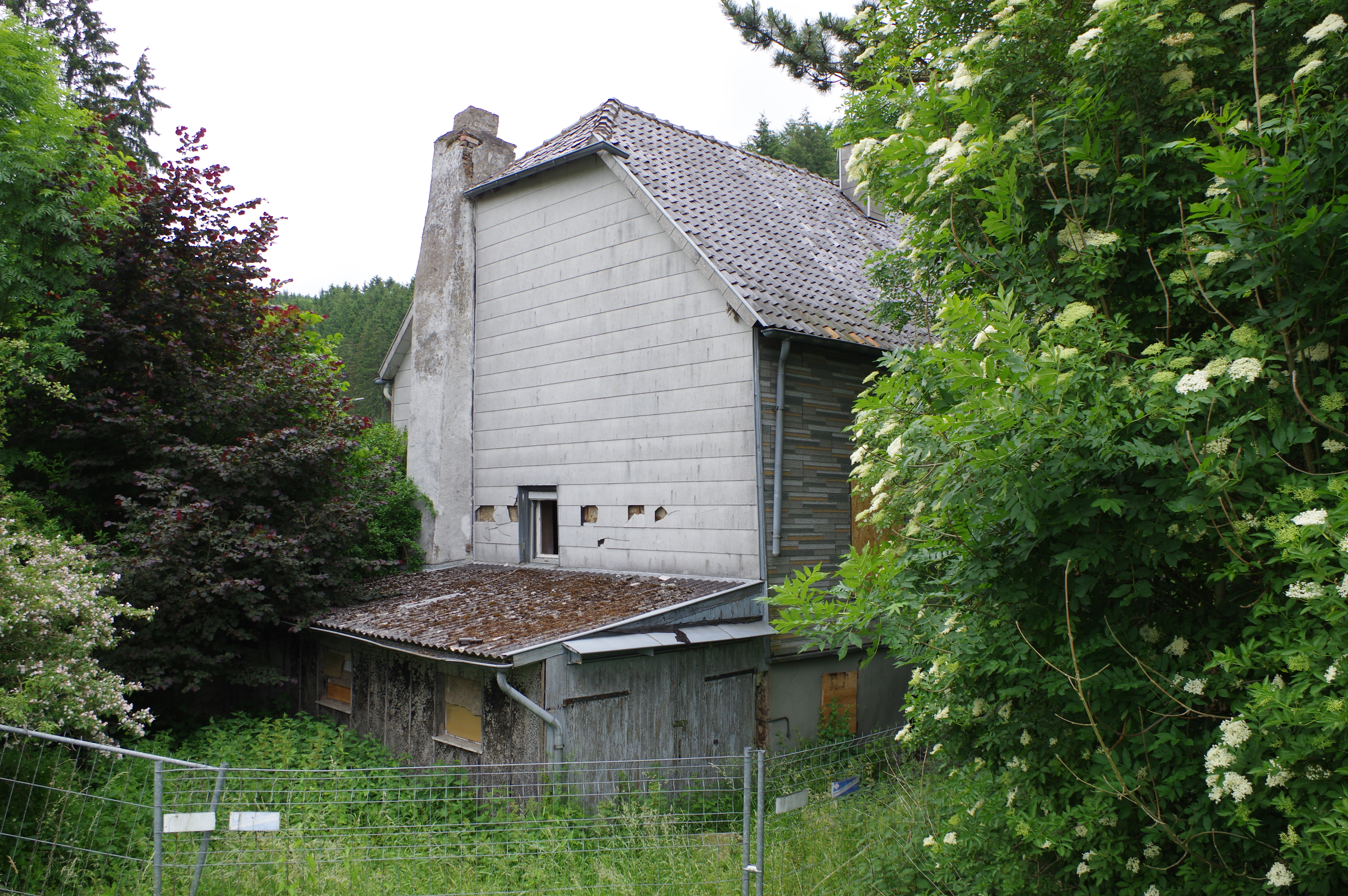
Westseite (Juni 2017)

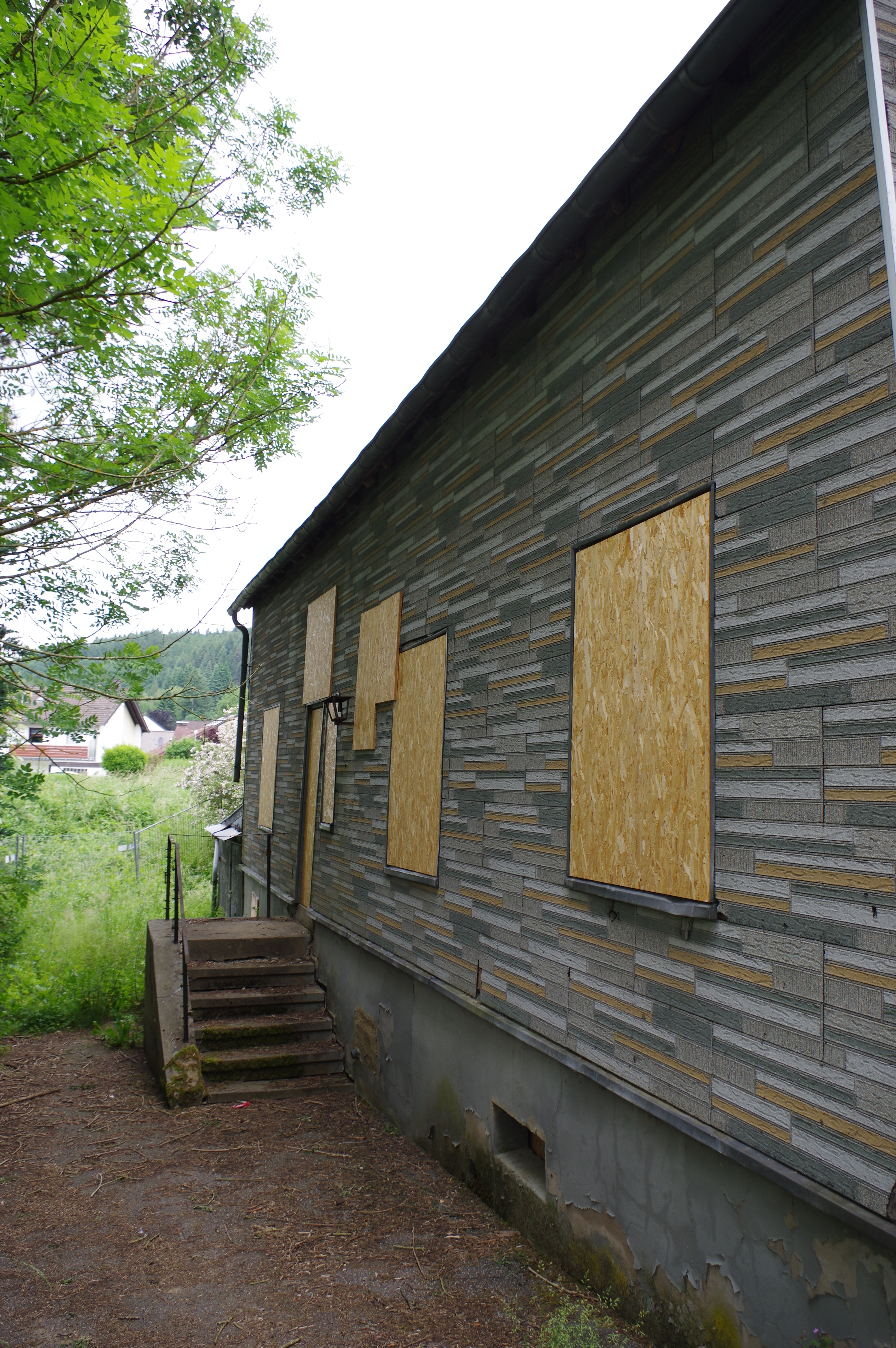
Südseite (Juni 2017)

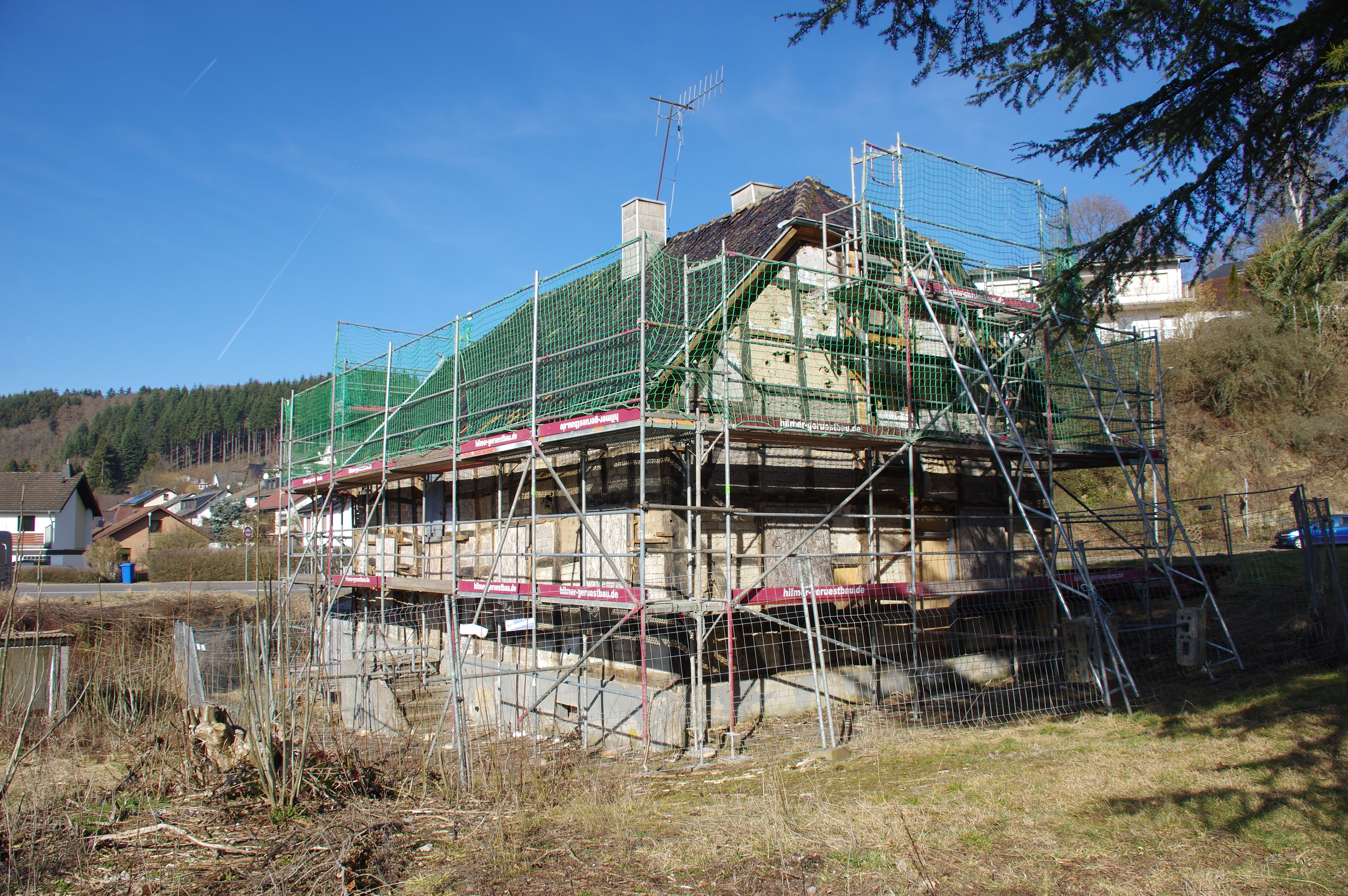
Ostseite, Beginn des Abbaues im Februar 2019

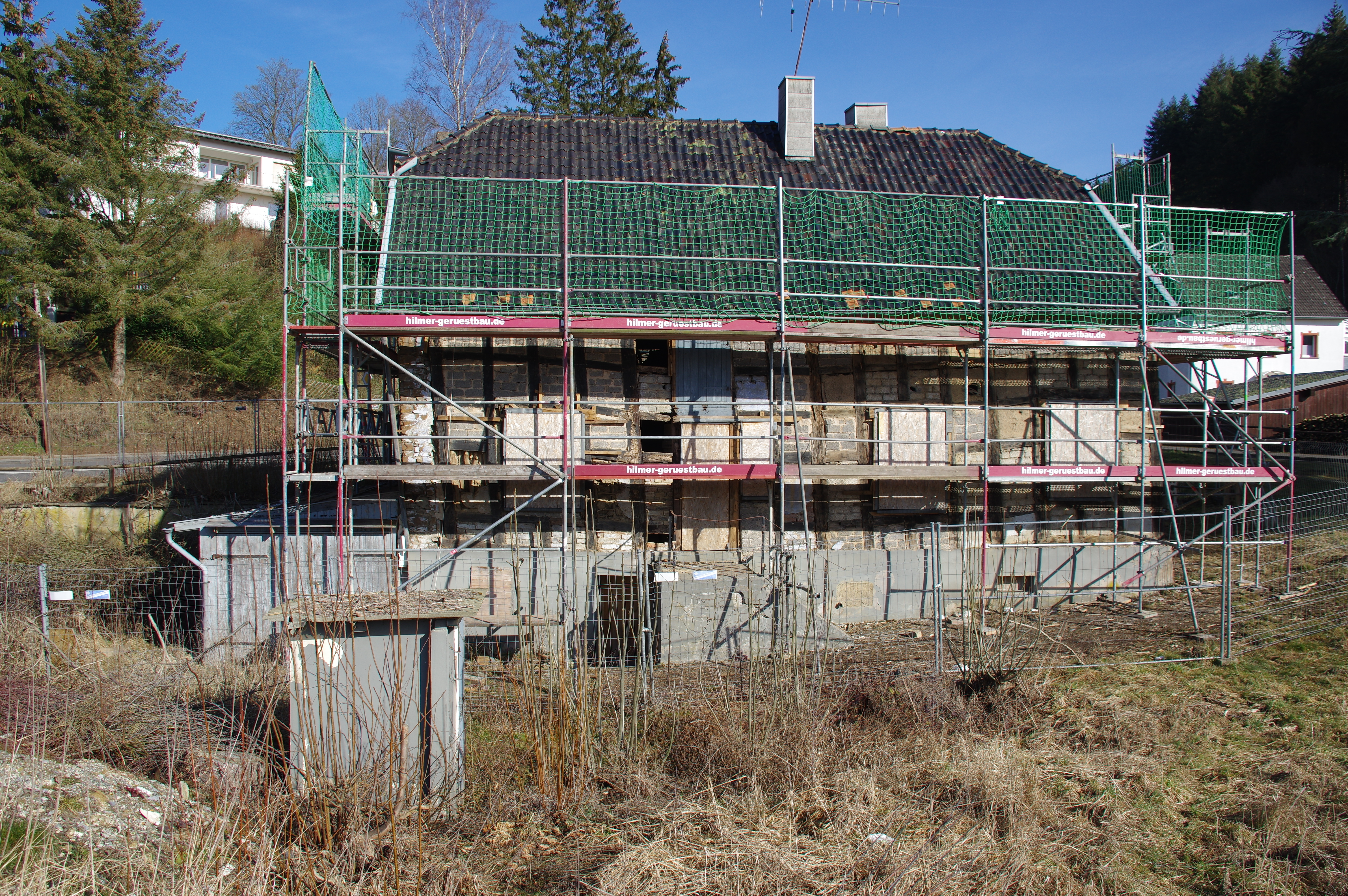
Südseite, Februar 2019

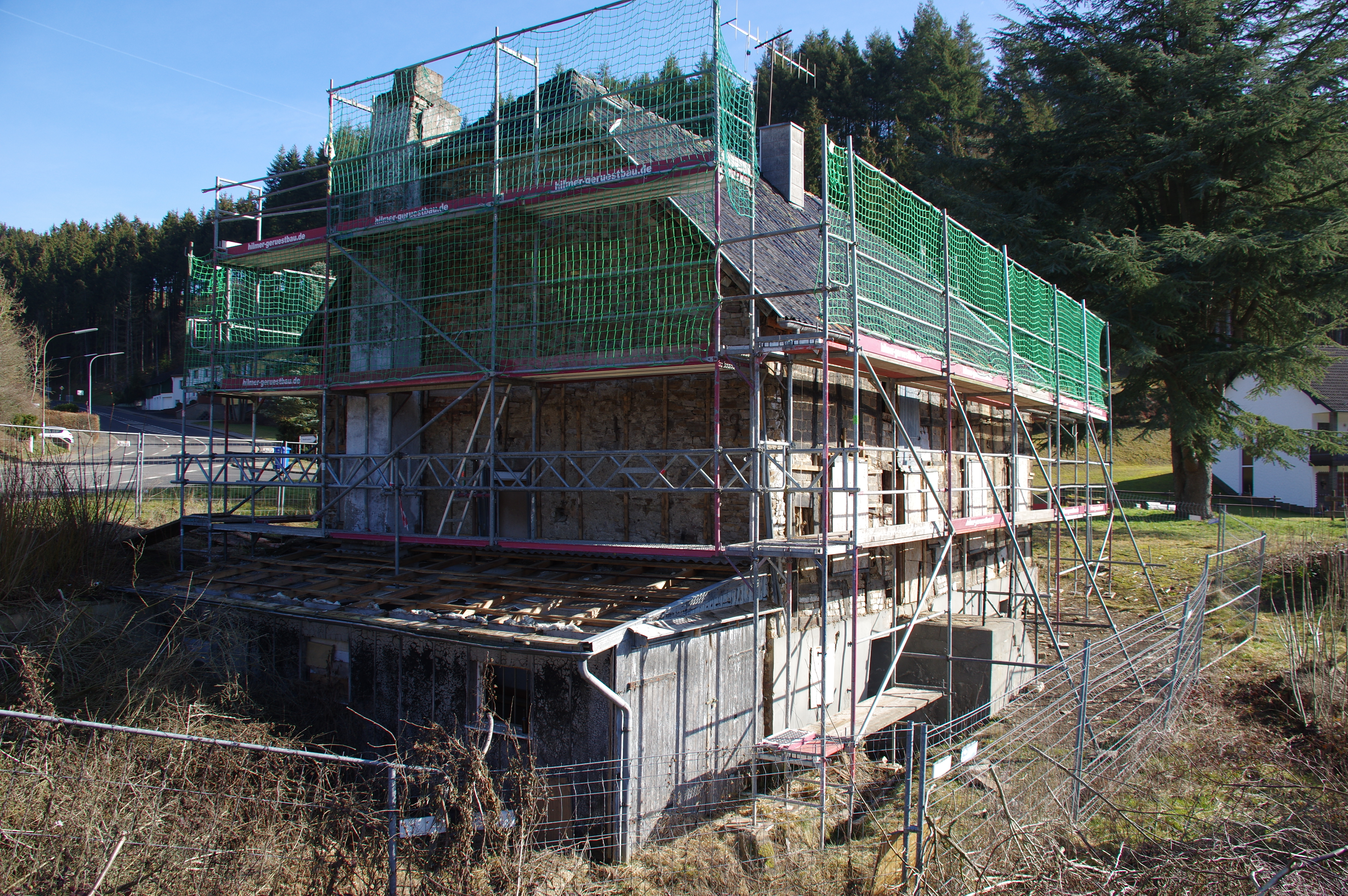
Westseite, Februar 2019

Die Alte Gerberei, auch Haus Kremer oder Gerberei Matheis genannt, in Hellenthal, Hardtstraße 2 war ein unter Denkmalschutz stehendes Baudenkmal. Das 1817 erbaute Bauwerk stellte aus Sicht der zuständigen oberen Denkmalbehörde, „eine der letzterbauten handwerklich produzierenden Gerberwerkstätten vor der Industrialisierung“ dar und zugleich „die einzige erhaltene Lohgerberei des Rheinlandes aus dem 19. Jahrhundert“. Der Abbruch des seit den 1970er Jahren unbewohnten Gebäudes stand bis zu dessen tatsächlicher Umsetzung im Frühjahr 2019 über mehrere Jahre zur Disposition.

## Geschichte
Durch eine dendrochronologische Untersuchung konnte das ursprünglich als Bruchsteinhaus eingeschätzte Fachwerkhaus auf das Jahr 1817 datiert werden. Als Gerberei unter Firmierung der Familie Matheis wurde die Liegenschaft noch bis in die 1880er Jahre genutzt. Dann aber unter Durchführung baulicher Änderungen (insbesondere durch Einziehung von Zwischenwänden und -decken) zu einem Wohnhaus umgenutzt und nach dem Feuer- und Sozietätskataster der Gemeinde Hellenthal spätestens ab 1885 von einer Familie Thönnes bewohnt.
Der Königlich Preußische Postverwalter Eugen Virmond erwähnt in seiner 1891 verfassten Chronik des Schleidener Oberthales drei Mitglieder der Hellenthaler Familie Matheis mit dem Berufsstand des Gerbers: die Brüder Friedrich und Wilhelm, letzterer starb 1886 und den vermögenden Peter Wilhelm Matheis (gestorben 1896).
Das seit dem Ableben der letzten Bewohner, den Eheleuten Kremer (oder Krämer) in den 1970er Jahren im Eigentum der Gemeinde Hellenthal stehende Objekt, sollte bereits 1998 nach Erteilung der Abbruchgenehmigung vom 22. Januar 1998 niedergelegt werden. Stattdessen erfolgte jedoch am 20. August 1998 (Nr. 05366020-BA217) die Eintragung des Hauses Krämer in die Denkmalliste der Gemeinde Hellenthal. Nach Darstellung der Gemeindeverwaltung befand sich das Bauobjekt schon zu diesem Zeitpunkt in einem unbewohnbaren Zustand.
2013 wurde seitens der oberen Denkmalbehörde der Vlattener Architekt Johannes Prickartz mit einer Baudokumentation beauftragt. Diese erbrachte neue Erkenntnisse zum Ursprung des Bauwerks, dessen früherer Nutzung, seiner Bauart (Fachwerk statt Bruchstein) und dem Bauzustand. Sie sollte Grundlage werden, Fördergelder für eine künftige Nutzung zu beschaffen.
Ursprüngliche Gedanken, in dem Bau ein Museum zur Geschichte der Lohgerberei einzurichten wurden wegen der ungeklärten Finanzierung nicht weiter verfolgt. Eine Translozierung in das LVR-Freilichtmuseum Kommern schloss sich auf Grund der zu diesem Zeitpunkt noch bestehenden Unterschutzstellung aus, da diese eine Erhaltung am ursprünglichen Erbauungsort vorsieht.
Die Gemeinde ihrerseits präferierte die Errichtung eines Aldi-Markts im Bereich der Gerberei und leitete zu diesem Zweck ein Verfahren zur Änderung des Flächennutzungs- und Bebauungsplans ein. Zum Nachweis der Unzumutbarkeit der Erhaltung bzw. Sanierung beauftragte die Gemeinde am 21. März 2017 einen Sachverständigen mit der Erstellung einer Wirtschaftlichkeitsbetrachtung nach dem Denkmalschutzgesetz. Diese kommt zu dem Schluss, das die ehemalige Gerberei als „wirtschaftlich abgängig“ einzuschätzen sei.
Monika Herzog, Gebietsreferentin der Abteilung für Bau- und Kunstdenkmalpflege bei dem zuständigen Landeskonservator, sah in der ehemaligen Gerberei „ein hochbedeutsames und einzigartiges Geschichtszeugnis und mithin ein hohes Gut das nicht reproduzierbar ist.“
Letztlich stellten nach dem Gemeinderatsbeschluss zum Abbruch die beteiligten Verwaltungsstellen, die örtliche Gemeinde, die Kreisverwaltung in Euskirchen, die Denkmalbehörde, der Regierungspräsident in Köln und das Nordrhein-Westfälische Ministerium für Heimat, Kommunales, Bau und Gleichstellung nach langwierigen Verhandlungen bis zum Dezember 2018 dahingehend eine Einigung her, dass, so Bürgermeister Rudolf Westerburg, die „Belange des Denkmalschutzes gegen die Sicherung der Nahversorgung zurückgestellt wurden“. Das bis dahin denkmalgeschützte Objekt wurde im Weiteren aus der Denkmalliste gestrichen und im März und April 2019 fachgerecht abgebaut. Letzteres mit dem Ziel es im LVR-Freilichtmuseum Lindlar zu einem noch nicht bestimmten Zeitpunkt wieder aufzubauen. Nachdem Anfang Mai 2019 der erste Spatenstich erfolgte, konnte die an der Stelle der ehemaligen Gerberei neue errichtete Aldi-Filiale bereits am 14. November 2019 eröffnet werden.

## Beschreibung
Das zweigeschossige vollunterkellerte Gebäude von vier zu zwei Achsen war nach oben mit einem tonpfannengedeckten Krüppelwalmdach abgeschlossen. Unter den verkleidenden Eternit-Platten befand sich eine gut erhaltene Fachwerkkonstruktion. Der ursprüngliche, mit Kieselsteinen gepflasterte Werkhof wurde in späteren Jahren mit Erde überdeckt. Das Haus ließ trotz der baulichen Änderungen seit dem Ende der Nutzung als Lohgerberei noch gut erkennen, das der für die Arbeit wichtige, das nötige Wasser führende Bach durch das Gebäude geleitet worden war. Der Kohlsiefen, ein linker Zufluss der Olef, wurde dazu in seinem letzten Abschnitt von rund 400 Metern unterirdisch geführt.